# Ludwig Schlager
Ludwig Schlager (* 19. August 1828 in St. Florian am Inn; † 24. Juli 1885 in Badgastein) war ein österreichischer Psychiater.

## Leben
Schlager, Stiefsohn eines Bürgermeisters von St. Florian, absolvierte zunächst die Ausbildung am Akademischen Gymnasium in Linz. 1846 ging er zum Studium der Medizin an die Medizinisch-chirurgische Josephs-Akademie in Wien. Während des Studiums war er 1848/1849 feldärztlicher Gehilfe an Feldspitälern in Oberitalien im Rahmen der Niederschlagung der Venezianische Revolution. Nach der Rückkehr nahm er seine Studien wieder auf und wurde 1852 zunächst zum Dr. med. promoviert, ein Jahr darauf schließlich zum Dr. chir. Anschließend ging er an die Irrenanstalt am Brünnfeld, an der er mit einer Unterbrechung 1853 zunächst bis 1860 wirkte. In der Folgezeit war er bis 1872 Sachverständiger für das Landesgericht für Strafsachen Wien.
Bereits 1858 hatte sich Schlager, der seit 1857 Mitglied des Wiener medicinischen Doctoren-Collegiums war, im Bereich der Psychiatrie und gerichtliche Psychologie habilitiert und wirkte spätestens seit 1860 als Dozent an der Universität Wien. 1865 erfolgte seine Ernennung zum außerordentlichen Professor, 1878 die zum ordentlichen Professor der Psychiatrie. Nach ausgedehnten Studienreisen durch Mitteleuropa zum Studium der unterschiedlichen Regelungen der Irrenanstalten und deren rechtlichen Grundlagen, kehrte er nach Wien zurück und wurde 1870 Leiter der Beobachtungsabteilung für zweifelhaft Geistesgestörte im Wiener Allgemeinen Krankenhaus.
Von 1866 bis 1879 war Schlager für die Liberale Partei Mitglied des Wiener Gemeinderats. Dort setzte er sich besonders, wenngleich mit mäßigem Erfolg für die Verbesserung des Sanitätswesens ein. In der Folge wurde er von 1879 bis zu seinem Tod 1885 Mitglied des Obersten Sanitätsrats und führte den Titel Obersanitätsrat. Bereits ein Jahr zuvor, 1878 war er zum Regierungsrat ernannt worden. Seine Bestrebungen die Gesetzgebung die Irrenanstalten betreffend zu ändern, hatten indes keinen Erfolg.
Von 1873 bis zu seinem Tod war er Direktor der Niederösterreichischen Landesirrenanstalt, an der er bereits nach seinem Studium tätig war. Dort gehörte er zu den Verfechtern der Arbeitstherapie und stritt für diese gegen seine Kollegen.
Die Schlagergasse in Wien-Alsergrund ist seit 1886 nach ihm benannt.

## Publikationen (Auswahl)
- Über die in Folge von Gehirnerschütterung sich entwickelnden psychischen Störungen. In: Zeitschrift der k. k. Gesellschaft der Aerzte zu Wien, Nr. 13, 1857.
- Der Idiotismus und die Idiotenanstalten, 1862.
- Die Ringtheater-Katastrophe in ihrer Bedeutung für den Irrenarzt. In: Allgemeine Wiener medicinische Zeitung, 27/1882 (auch eigenständig veröffentlicht).

Zudem schrieb er das Opernlibretto für die 1868 in Salzburg uraufgeführte Oper Heinrich und Ilse.